# Oleg Vasiljev
Oleg Kimovitsj Vasiljev (Russisch: Олег Кимович Васильев) (Leningrad, 22 november 1959) is een Russisch voormalig kunstschaatser. Hij nam met zijn toenmalige echtgenote Jelena Valova deel aan twee edities van de Olympische Winterspelen: Sarajevo 1984 en Calgary 1988. In 1984 werden ze olympisch kampioen bij de paren. Ze waren 3x Europees en wereldkampioen.

## Biografie

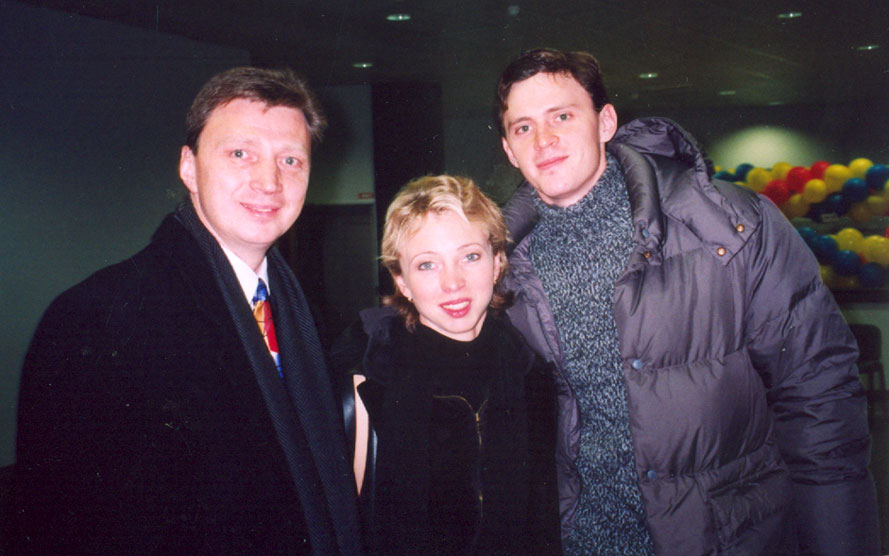
Oleg Vasiljev (links) met Tatjana Totmjanina en Maksim Marinin (2004)

Vasiljev was als kind ziekelijk en had meermalen een longontsteking gehad. De dokter raadde zijn ouders aan om hun zoon een buitensport te laten doen, waarna Vasiljev op vijfjarige leeftijd begon met kunstschaatsen. Na aandringen van zijn coach Tamara Moskvina stapte hij op zijn achttiende over naar het paarrijden. De samenwerking met zijn eerste partner, Larisa Seleznova, was geen succes en het paar stopte na drie maanden met trainen. Moskvina koppelde hem vervolgens aan Jelena Valova. Het seizoen 1982/83 betekende de doorbraak voor het paar. Valova en Vasiljev veroverden toen de zilveren medaille bij de EK en werden voor het eerst wereldkampioen. In 1984, tevens het jaar dat ze huwden, wonnen ze de gouden olympische medaille bij de Olympische Winterspelen in Sarajevo.
In de jaren 1984-86 werden ze drie keer op rij Europees kampioen. Het stel werd daarnaast in 1985 en 1988 ook wereldkampioen. Bij hun deelname aan de Olympische Winterspelen in Calgary moesten ze hun landgenoten Jekaterina Gordejeva / Sergej Grinkov voor zich laten en wonnen ze zilver. Als eerste Sovjetkunstschaatspaar gingen ze in 1989 verder als professionele schaatsers. Valova en Vasiljev veroverden in 1990 zilver en in 1994 brons bij de WK voor professionals. In 1992 scheidde het echtpaar. Vasiljev werd na zijn sportieve carrière kunstschaatscoach. Hij was onder andere de coach van de paren Tatjana Totmjanina / Maksim Marinin (zij werden in 2006 olympisch kampioen bij de paren) en Maria Moechortova / Maksim Trankov. Vasiljev huwde na Valova nog twee keer en heeft twee dochters (geboren in 1994 en 2014). Hij woont met zijn gezin in Moskou.

## Belangrijke resultaten
1978-1988 met Jelena Valova (voor de Sovjet-Unie uitkomend)
| Kampioenschap           | 81/82 | 82/83  | 83/84  | 84/85  | 85/86  | 86/87  | 87/88  |
| ----------------------- | ----- | ------ | ------ | ------ | ------ | ------ | ------ |
| Olympische Spelen       |       |        | Goud   |        |        |        | Zilver |
| Wereldkampioenschap     |       | Goud   | Zilver | Goud   | Zilver | Zilver | Goud   |
| Europees kampioenschap  |       | Zilver | Goud   | Goud   | Goud   | Zilver |        |
| Nationaal kampioenschap | Brons |        |        | Zilver | Goud   |        |        |

1908: Anna Hübler / Heinrich Burger ·
1920: Ludovika Jakobsson / Walter Jakobsson ·
1924: Helene Engelmann / Alfred Berger ·
1928: Andrée Joly / Pierre Brunet ·
1932: Andrée Brunet / Pierre Brunet ·
1936: Maxi Herber / Ernst Baier ·
1948: Micheline Lannoy / Pierre Baugniet ·
1952: Ria Baran / Paul Falk ·
1956: Sissy Schwarz / Kurt Oppelt ·
1960: Barbara Wagner / Robert Paul ·
1964: Ljoedmila Belooesova / Oleg Protopopov ·
1968: Ljoedmila Belooesova / Oleg Protopopov ·
1972: Irina Rodnina / Aleksej Oelanov ·
1976: Irina Rodnina / Aleksandr Zajtsev ·
1980: Irina Rodnina / Aleksandr Zajtsev ·
1984: Jelena Valova / Oleg Vasiljev ·
1988: Jekaterina Gordejeva / Sergej Grinkov ·
1992: Natalja Misjkoetjonok / Artoer Dmitrijev ·
1994: Jekaterina Gordejeva / Sergej Grinkov ·
1998: Oksana Kazakova / Artoer Dmitrijev ·
2002: Jelena Berezjnaja / Anton Sicharoelidze en Jamie Salé / David Pelletier ·
2006: Tatjana Totmjanina / Maksim Marinin ·
2010: Shen Xue / Zhao Hongbo ·
2014: Tatjana Volosozjar / Maksim Trankov ·
2018: Aliona Savchenko / Bruno Massot ·
2022: Sui Wenjing / Han Cong